# Mullaitivu (distrikt)

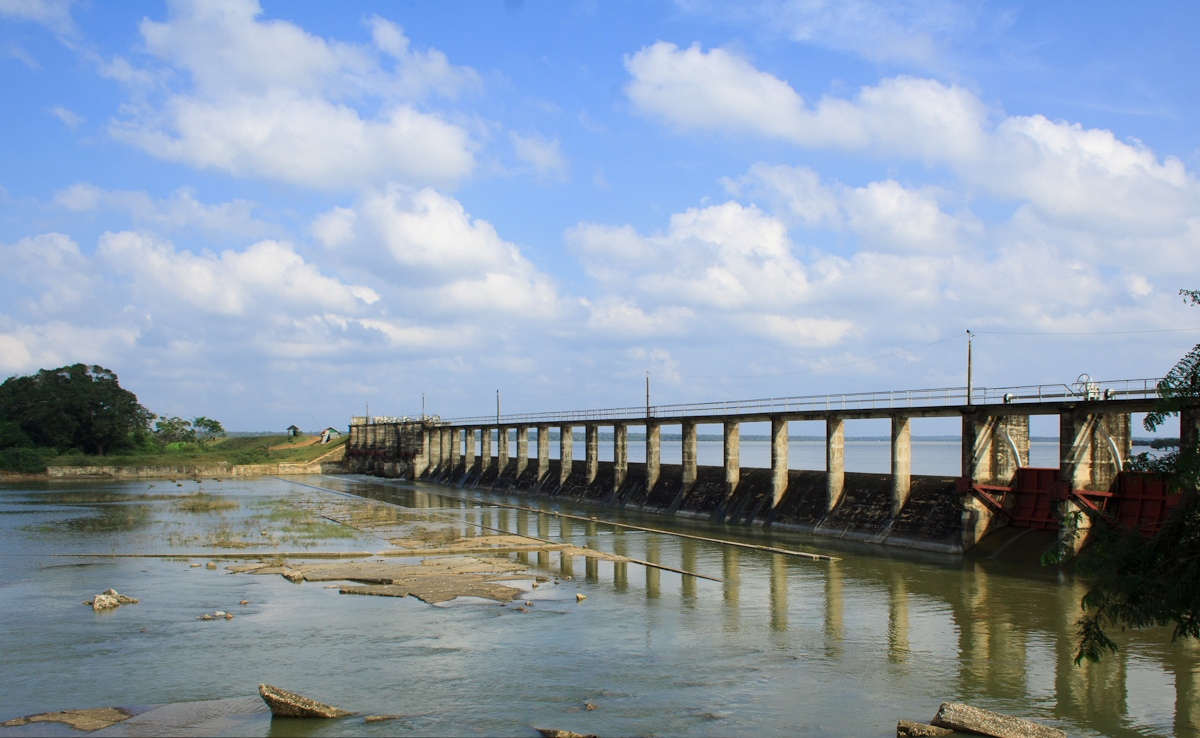
Damm vid Iranmadu

Mullaitivudistriktet inom Sri Lanka.

Mullaitivu är ett distrikt i Nordöstprovinsen (tidigare Nordprovinsen) i norra Sri Lanka med en yta på 2 617 km² och 91 947 invånare (2012). Huvudort är Mullaitivu.
Befolkningen i distriktet drabbades, liksom i resten av Nordprovinsen och Östprovinsen, hårt av inbördeskriget. Under kriget dödades uppskattningsvis 100 000 personer. Flera hundratusen tamiler, emigrerade till Indien och till västvärlden under kriget.